# Margarida (grup ecologista)
Margarida va ser un actiu moviment ecologista i antinuclear que amb una estructura assembleària desenvolupa les seves activitats i propostes en el context del País Valencià des de finals de 1976 fins als inicis de 1979.
En la primavera de 1977 un grup de joves es reuneixen en els locals del Departament de Sociologia de la Universitat de València, en el qual treballava Josep Vicent Marqués, amb la intenció de desenvolupar pràctiques de crítica i conscienciació sobre els perills de la central nuclear de Cofrents.
Va participar en el Congrés Constituent de la Federació del Moviment Ecologista i en els Acords de la Granja (17-18 setembre 1977), el Manifest amb el qual es va fer pública la filosofia del Moviment Ecologista.
Va participar també en les Jornades Internacionals Antinuclears, celebrades al setembre de 1980.